# Moechotypa umbrosa
Moechotypa umbrosa är en skalbaggsart som beskrevs av Lacordaire 1872. Moechotypa umbrosa ingår i släktet Moechotypa och familjen långhorningar.
Artens utbredningsområde är:
- Laos.
- Myanmar.

Inga underarter finns listade i Catalogue of Life.